# Multicaixa
Multicaixa é a marca nacional de Cartão de débito emitido por bancos Angolanos e é a marca da rede universal e partilha interbancária de caixas eletrónicas e terminais de pagamento automático em lojas e outras pontos de venda em Angola. Esta rede é gerida por EMIS Empresa Interbancária de Serviços S.A. É regulada pela Lei do Sistema de Pagamentos, e o Aviso do BNA 9/2011 sobre o regulamentação dos cartões de pagamento bancário. Universal e partilhada quer dizer que cada cartão Multicaixa é aceite em cada ATM da rede Multicaixa independentemente do banco emissor do cartão e do banco de apoio do ATM.
Além de levantamento de numerário, os ATM Multicaixa oferecem vários outros serviços como: Consulta de saldo, recargas de telemóvel pre-pago, pagamento de serviços como subscrições de acesso à Internet, pacotes de TV, e transferências bancárias.
Os primeiros ATM da rede Multicaixa foram instalados em 2002, em 2004 eram 85, e no final de 2011 funcionaram 1620 caixas automáticas. O número de terminais de pagamento automático (TPA) aumentou de 173 em 2004 à 18.199 em 2011. O grande aumento dos TPA deveu-se a possibilidade dos mesmos poderem ligar-se a rede Multicaixa por GPRS das redes de telemóvel.